# Darwin Atapuma
Darwin Atapuma (Tuquerres, Nariño, 15 de janeiro de 1988) é um ciclista profissional colombiano. Actualmente corre para a equipa francêsa de categoria Profissional Continental a Cofidis, Solutions Crédits.

## Trajectória
Começou como ciclista profissional na equipa Colombia es Pasión-Café de Colombia em onde esteve entre 2009 e 2011, Depois passou à equipa profissional continental Colombia em onde correu durante duas temporadas. Em 2013 conseguiu uma etapa de alta montanha na Volta à Polónia, depois de permanecer numa fuga e depois brigar no último quilómetro com o francês Christophe Riblon.
Na Volta a Espanha de 2016 conseguiu o Maillot Vermelho de líder da ronda espanhola depois de uma escapada na quarta etapa. Manteve-o até à oitava etapa, na qual o perdeu em favor do seu compatriota Nairo Quintana.
Em 2017, participou no Campeonato Nacional de Rota do seu país, onde ocupou a 4° posição. Na Volta ao País Basco, sofreu uma queda que lhe produziu fractura da face, o qual lhe impediu assistir ao Giro d'Italia. Tomou parte no Tour de France, e destacou-se em 2 etapas de alta montanha, onde esteve bem perto de ganhar a etapa 18, conseguindo finalmente o segundo posto desta, o que lhe valeu para receber o prêmio da combatividade desse dia.

## Palmarés
2006
- Volta do Futuro da Colômbia

2007
- 2 etapas da Volta ao Equador

2008
- Campeonato da Colômbia em Estrada  [7]

2009
- 1 etapa do Tour de Beauce

2012
- 3º no Campeonato da Colômbia em Estrada
- 1 etapa do Giro del Trentino

2013
- 1 etapa da Volta à Polónia

2016
- 1 etapa da Volta à Suíça

## Resultados nas Grandes Voltas e Campeonatos do Mundo
Durante a sua carreira desportiva tem conseguido os seguintes postos nas Grandes Voltas e nos Campeonatos do Mundo:
| Carreira           | 2012 | 2013 | 2014 | 2015 | 2016 | 2017 | 2018 |
| ------------------ | ---- | ---- | ---- | ---- | ---- | ---- | ---- |
| Giro d'Italia      | -    | 18º  | -    | 16º  | 9º   | -    | 61º  |
| Tour de France     | -    | -    | Ab.  | -    | -    | 41º  | 69º  |
| Volta a Espanha    | -    | -    | -    | 56º  | 32º  | 20º  | -    |
| Mundial em Estrada | -    | 34º  | -    | -    | -    | -    | -    |

-: Não participa

Ab: Abandono

## Equipas
- Chocolate Sol (amador, 2006)
- Orgullo Paisa (amador, 2007-2008)
- Colombia es Pasión (2009-2011)
  - Colombia es Pasión-Coldeportes (2009)
  - Café de Colombia-Colombia es Pasión (2010)
  - Colombia es Pasión-Café de Colombia (2011)
- Colombia-Coldeportes/Colombia (2012-2013)
  - Colombia-Coldeportes (2012)
  - Colombia (2013)
- BMC Racing Team (2014-2016)
- UAE Team Emirates (2017-2018)
- Cofidis, Solutions Crédits (2019)